# Liste der Gebietsänderungen in Sachsen 2004
Die Liste der Gebietsänderungen in Sachsen 2004 enthält Änderungen an Gemeindegebieten des Freistaats Sachsen in der Zeit vom 1. Januar 2004 bis zum 31. Dezember 2004. Dazu zählen unter anderem Zusammenschlüsse und Trennungen von Gemeinden, Eingliederungen von Gemeinden in eine andere, Änderungen des Gemeindenamens und Umgliederungen von Teilen einer Gemeinde in eine andere.

In Sachsen kam es im Jahr 2004 zu zwölf Gemeindegebietsänderungen, davon sechs Eingliederungen und sechs Umgliederungen von Gemeinden. In zehn der zwölf Fälle besteht die Gemeinde nach Änderung noch, die anderen wurden durch spätere Gebietsänderungen aufgelöst.

## Legende
- Datum: juristisches Wirkungsdatum der Gebietsänderung
- Gemeinde vor der Änderung: Gemeinde vor der Gebietsänderung
- Gebietsänderung: Art der Gebietsänderung
- Gemeinde nach der Änderung: Gemeinde nach der Gebietsänderung
- Landkreis: Landkreis der Gemeinde nach der Gebietsänderung
- OT: Ortsteil

Die Sortierung erfolgt chronologisch: Datum, kreisfreie Städte, Landkreise, aufnehmende oder neu gebildete Gemeinde. Heute noch bestehende Gemeinden sind farbig unterlegt.

## Liste der Gebietsänderungen
| Datum      | Gemeinde vor Änderung                                                     | Gebietsänderung    | Gemeinde nach Änderung | Landkreis                 |
| ---------- | ------------------------------------------------------------------------- | ------------------ | ---------------------- | ------------------------- |
| 01.01.2004 | Schneeberg 0,1 Hektar                                                     | Umgliederung nach  | Zschorlau              | Aue-Schwarzenberg         |
| 01.01.2004 | Bärenstein                                                                | Eingliederung nach | Altenberg              | Weißeritzkreis            |
| 01.01.2004 | Gersdorf mit Kieselbach, Langenau, Neudörfchen, Schönerstädt, Seifersdorf | Eingliederung nach | Hartha                 | Döbeln                    |
| 01.01.2004 | Wyhratal mit Neukirchen, Wyhra, Zedtlitz, Thräna                          | Eingliederung nach | Borna                  | Leipziger Land            |
| 01.01.2004 | Thümmlitzwalde 19,04 Hektar                                               | Umgliederung nach  | Großbothen             | Muldentalkreis            |
| 01.03.2004 | Döbernitz mit Beerendorf, Beerendorf-Ost, Brodau, Selben, Zschepen        | Eingliederung nach | Delitzsch              | Delitzsch                 |
| 01.03.2004 | Zschortau mit Biesen, Brodenaundorf, Kreuma, Lemsel                       | Eingliederung nach | Rackwitz               | Delitzsch                 |
| 05.03.2004 | Börnichen/Erzgeb. 1,56 Hektar                                             | Umgliederung nach  | Lengefeld              | Mittlerer Erzgebirgskreis |
| 05.03.2004 | Lengefeld 1,63 Hektar                                                     | Umgliederung nach  | Börnichen/Erzgeb.      | Mittlerer Erzgebirgskreis |
| 05.03.2004 | Börnichen/Erzgeb. 31,49 Hektar                                            | Umgliederung nach  | Grünhainichen          | Mittlerer Erzgebirgskreis |
| 05.03.2004 | Grünhainichen 40,57 Hektar                                                | Umgliederung nach  | Börnichen/Erzgeb.      | Mittlerer Erzgebirgskreis |
| 20.08.2004 | Elsterheide 5,24 Hektar                                                   | Umgliederung nach  | Lohsa                  | Kamenz                    |
| 20.08.2004 | Wittichenau 6,38 Hektar                                                   | Umgliederung nach  | Lohsa                  | Kamenz                    |
| 01.10.2004 | Heuersdorf                                                                | Eingliederung nach | Regis-Breitingen       | Leipziger Land            |

## Quelle
- Statistisches Landesamt Sachsen: Gebietsänderungen ab 1. Januar 2000 bis 31. Dezember 2009 (XLSX-Datei; 40 kB)